# Sindal Bykirke
Sindal Bykirke er en kirke i Sindal i Hjørring Kommune, i det tidligere Vennebjerg Herred (Hjørring Amt) i Vendsyssel.
Kirken er opført i 1910 ved arkitekt Hother A. Paludan. Kirken er opført i nyromansk stil med et kraftigt tårn mod vest. Indgangen er ad en granitportal i tårnets vestmur. Kirken gennemgik en hovedrenovering i 1960. Syd for kirken står Erik Heides skulptur Klippen og staven, der symboliserer Moses, som slår vand af stenen. I 1994 blev sognegården opført i tilslutning til kirken, foran sognegården ses skulpturen Guldkalven af Niels Helledie.
Koret er hævet to trin over skibet. Krucifikset på alteret er i stil med Cimabue's fra omkring 1200. Den nye døbefont af granit er inspireret af en romansk granitfont af den vestjyske type. I kirken er ophængt et krucifiks af Niels Helledie.
Koret blev udsmykket med fresker i 1920-21 af Elof Rieseby på anbefaling af Joakim Skovgaard. Udsmykningen dækker korets vægge og loft. I loftet ses Zodiac-tegnene. På østvæggen ses Kristus stå med åbne arme og teksten "Kommer til mig", i øverste bånd ses engle og Moses med tavlerne, i mellemste bånd ses Gud/Kristus med åbne arme, knælende personer søger frelsen, i nederste bånd ses Kristus helbrede to syge personer. På nordvæggen ses øverst Maria med barn i medaljon, hun flankeres af tilbedende engle, nederst ses Bebudelsen og Dåben. På sydvæggen ses øverst Den gode hyrde, som omgives af spillende engle, nederst i midten ses lammet, der omgives af Korsfæstelsen og kvinderne og englen ved den tomme grav.

## Eksterne kilder og henvisninger
- Wikimedia Commons har flere filer relateret til Sindal Bykirke
- Efter Nordenskirker.dk Arkiveret 15. september 2011 hos  Wayback Machine (tilladelse fra Hideko Bondesen)